# To år med Randi
|  | Denne artikel er oprettet af botten PalnaBot ud fra en ekstern database. Den kan derfor have sproglige fejl eller mangler. Denne skabelon kan fjernes efter kontrol af indholdet. |

To år med Randi er en film instrueret af Anja Dalhoff.

## Handling
Randi er 18 år og gravid. Faderen til barnet er Flemming på 38 år. Han har været stofmisbruger de sidste 20 år og har to andre børn, som er i familiepleje. Randis forældre blev skilt, da hun var to år. Hun har gået i seks forskellige skoler, som ikke har gjort det store indtryk på hende. Randi lever helt isoleret uden en families støtte eller et socialt sikkerhedsnet. Filmen følger Randi i to år. To år med håb og nedture. Lidt håb igen og endnu større nedture. Flemming dør af en overdosis. Barnet fødes, men kan den ensomme Randi klare en moders forpligtelser? Kan hun overhovedet klare sig selv og sin egen tilværelse?